# Peperomia crassicaulis
Peperomia crassicaulis là một loài thực vật có hoa trong họ Hồ tiêu. Loài này được Fawc. & Rendle miêu tả khoa học đầu tiên năm 1912.